# Elzada Clover
Pour les articles homonymes, voir Clover.
Elzada Clover (1897-1980) est une botaniste américaine a qui l'on doit le premier catalogage de la vie végétale du Grand Canyon sur le fleuve Colorado. Avec Lois Jotter (en), elles sont devenues les deux premières femmes à faire du rafting sur toute la longueur du Grand Canyon.

## Premières années et éducation
Elzada Urseba Clover est née à Auburn au Nebraska en 1897. Elle est la septième des neuf enfants de Maynard French Clover et de Sarah Gates Clover. Elle grandit dans la ferme de ses parents et fréquente l'école secondaire de la ville voisine de Peru. Clover commence sa carrière comme enseignante dans une école publique en 1919, travaillant d'abord au Nebraska et plus tard au Texas ; elle supervise aussi une école missionnaire indienne dans ce dernier État. Elle est diplômée du Nebraska State Teachers College en 1930 et est allée à l'Université du Michigan, Ann Arbor, pour sa maîtrise (1932) et son doctorat (1935). Son sujet de thèse de doctorat porte sur la végétation de la basse vallée du Rio Grande.

## Carrière
Après avoir obtenu son doctorat, Clover a rejoint la faculté de l'Université du Michigan en tant que professeure en botanique et conservatrice adjointe des jardins botaniques de l'université. Finalement, elle accède au poste de conservatrice des jardins botaniques (1957) et de professeur titulaire de botanique (1960). Elle enseigne également à la station biologique de l'université à Pellston.

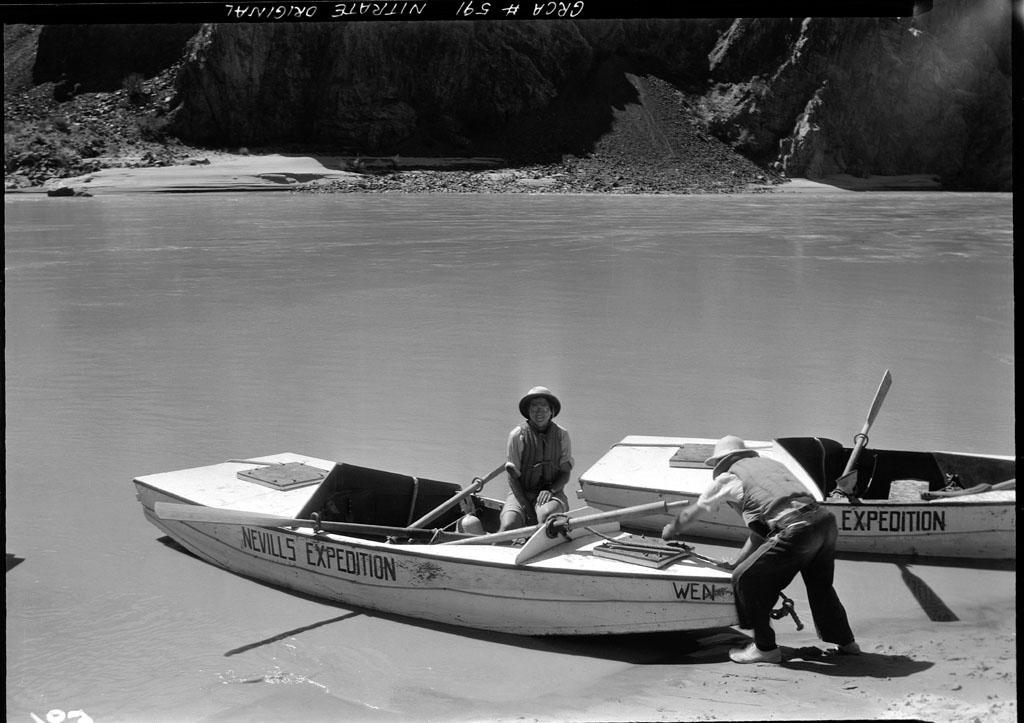
Dr Elzada Clover à Bright Angel Creek dans le Grand Canyon, juillet 1938

Clover joue un rôle déterminant dans l'établissement des zones des cactus et des succulentes dans les jardins botaniques. Elle fait de nombreuses expéditions à travers le sud-ouest à la recherche d'espèces de plantes indigènes pour la collection universitaire, se concentrant initialement sur les cactus du plateau du Colorado en Utah. À la fin des années 1930, elle commence à planifier un voyage de recherche sur le fleuve Colorado pour cataloguer sa flore, et l'université lui a accordé un financement pour le voyage dans l'espoir qu'il produirait des spécimens pour sa collection. Bien qu'elle ait initialement eu l'intention d'aller en mule de bât, elle discute à la place de l'idée d'aller en bateau avec le batelier pionnier du fleuve Colorado, Norman Nevills, qu'elle a rencontré lors d'une expédition de collecte à Mexican Hat en Utah,,.
Dans les années 1930, naviguer sur le Grand Canyon est un événement rare. Quelques hommes l'avaient fait avec succès, mais la seule femme à l'avoir essayé n'avait pas survécu à sa tentative. Interrogée sur l'opinion générale selon laquelle le voyage au Grand Canyon n'était pas un endroit pour une femme, Clover répond : « Ce n'est pas parce que la seule femme qui ait jamais tenté ce voyage s'est noyée que les femmes ont plus à craindre que les hommes. » 
L'expédition Clover and Nevills de 1938 a voyagé de la ville de Green River en Utah à travers la cataracte et le Grand Canyon jusqu'au lac Mead. Le voyage dure 43 jours dans trois bateaux construits sur mesure par Nevills et son père - le Wen, le Botany et le Mexican Hat - et couvre plus de 600 milles au total. Au cours de ce voyage, Clover est devenue la première botaniste à cataloguer la vie végétale le long de la rivière dans le Grand Canyon. Clover et l'étudiante diplômée, Lois Jotter, sont devenues les premières femmes à franchir le Grand Canyon sur sa longueur. D'autres étudiants diplômés étaient également du voyage, dont Eugene Atkinson, l'artiste Bill Gibson (qui a pris des photos et filmé le voyage) et, en tant qu'assistant de Nevills, un géologue de l'US Geological Survey nommé Don Harris. À mi-chemin du voyage, en raison de tensions entre les membres de l'expédition, Atkinson est parti et est remplacé par le photographe Emery Kolb,.  
Clover et Jotter ont dressé des listes de plantes et collecté des spécimens tout au long du voyage, bien que les rigueurs du voyage — en particulier le manque d'espace et la difficulté à garder les spécimens au sec — aient signifié qu'elles se sont retrouvées avec moins de spécimens qu'elles ne l'avaient espéré. Elles ont décrit le canyon comme ayant cinq écosystèmes végétaux, du sable humide le long du bord de la rivière jusqu'aux zones plus élevées avec des arbustes et des arbres. La plupart de ce qu'elles ont trouvé étaient des espèces riveraines typiques, à l'exception majeure du tamaris, une espèce non indigène qu'elles ont vue à quelques endroits. Elles ont trouvé très peu d'herbe à serpent, qui est depuis devenue commune dans tout le canyon. Leur enquête reste la seule complète des espèces riveraines de la rivière à l'époque précédant la construction du barrage de Glen Canyon. Après le voyage, Clover et Jotter publient les découvertes botaniques du voyage dans un numéro de 1944 d'American Midland Naturalist.
L'expédition suivante de Clover a eu lieu sur la rivière San Juan et au Texas, où elle rassemble des spécimens de plantes fossiles, qui a été suivie d'un voyage en 1939 à Havasupai Canyon en Arizona. Elle publie les résultats de ces voyages dans un article de 1941 co-écrit avec Jotter intitulé Cacti of the Colorado River and Tributaries. Dans les années qui ont suivi, Clover concentre ses recherches sur les déserts du Mexique et du Guatemala et effectue également des travaux à Haïti. 
Clover a rejoint un certain nombre de sociétés professionnelles, dont l'American Association for the Advancement of Science, la Botanical Society of America et la Michigan Academy of Science. Elle prend sa retraite de l'université en 1967 et déménage dans la vallée du Rio Grande au Texas. Elle est décédée en 1980.
Ses travaux de recherche sont maintenant conservés par la Bentley Historical Library de l'Université du Michigan.

## Publications sélectionnées
- Clover et Jotter, « Floristic Studies in the Canyon of the Colorado and Tributaries », American Midland Naturalist, vol. 32, no 3,‎ 1944, p. 591–642 (DOI 10.2307/2421241, JSTOR 2421241)
- Clover et Jotter, « Cacti of the Canyon of the Colorado River and Tributaries », Bulletin of the Torrey Botanical Club, vol. 68, no 6,‎ 1941, p. 409–419 (DOI 10.2307/2481651, JSTOR 2481651)
- Clover, « The Cactaceae of Southern Utah », Bulletin of the Torrey Botanical Club, vol. 65, no 6,‎ 1938, p. 397–412 (DOI 10.2307/2481220, JSTOR 2481220)[13]